# Corydoras acrensis
Espèce
Corydoras acrensis est une espèce de poissons-chats de la famille des callichthyidés. Ce poisson d'eau douce est originaire de l'est du Brésil et, notamment, de la région d'Acre.

## Description
Les spécimens sauvages mesurent au maximum 3 cm. Par contre, les animaux élevés en aquarium peuvent atteindre 5 cm pour les mâles et 5,5 cm pour les femelles.

## Systématique
Une espèce proche, Corydoras trilineatus, est souvent confondue avec Corydoras acrensis. D'ailleurs, certains scientifiques proposent que Corydoras acrensis soit un synonyme de Corydoras trilineatus.